# Xian de Chindu
Le xian de Chindu (称多县 ; pinyin : Chēngduō Xiàn , aussi appelé Trindu en tibétain, tibétain : ཁྲི་འདུ་རྫོང, Wylie : khri 'du rdzong་) est un district administratif de la province du Qinghai en Chine, anciennement dans la province tibétaine du Kham. Il est placé sous la juridiction de la préfecture autonome tibétaine de Yushu.

## Démographie
La population du district était de 39 106 habitants en 1999.

## Personnalités
- Chime Namgyal (1941-), un résistant et un homme politique tibétain, y est né.